# 더베드주

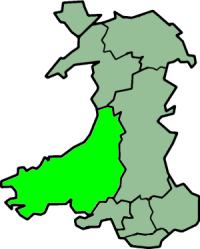
더베드

더베드(웨일스어: Dyfed [dəvɛd])는 웨일스의 보존주로, 주도는 카마던이다.
웨일즈 남서부에 있는 보존된 카운티이다. 아일랜드 해와 브리스톨 해협의 해안선이 있는 대부분 시골 지역이다.
1974년에서 1996년 사이에 더베드는 지역의 카운티 의회의 이름이기도 했으며 그 이름은 특정 의식 및 기타 목적을 위해 계속 사용되고 있다.